# Ryūtarō Nagai
Ryūtarō Nagai (永井 柳太郎), né le 16 avril 1881 à Kanazawa au Japon et décédé à l'âge de 63 ans le 4 décembre 1944, est un homme politique japonais.

## Biographie
Né à Kanazawa dans la préfecture d'Ishikawa, Nagai est le fils d'un samouraï au service du clan Maeda. Il étudie à l'université Waseda puis, sur les conseils d'Ōkuma Shigenobu, part poursuivre ses études à l'université d'Oxford au Royaume-Uni avant d'être diplômé de Waseda en études coloniales.
Nagai se porte candidat à un siège à la chambre basse de la Diète du Japon lors des  élections législatives de 1917 mais est battu par le candidat du Rikken Seiyūkai, Nakahashi Tokugōrō, par 203 voix d'écart. Pendant les élections législatives de 1920, Nakahashi change de district électoral pour Osaka et Nagai est élu. Il conserve son siège pendant les sept élections suivantes et occupe même le poste de secrétaire général du Rikken Minseitō. Nagai est reconnu comme un grand orateur, usant de phrases flamboyantes et colorées dans des discours pesants. Il est une fois censuré par la Diète pour son discours de félicitations pour l'investiture du premier ministre Hara Takashi dans lequel il compare la victoire de celui-ci à celle de Lénine en Union soviétique.
En mai 1932, Nagai est nommé ministre des Affaires coloniales dans le gouvernement de Saitō Makoto, fonction qu'il occupe jusqu'en juillet 1934. En juin 1937, il est nommé ministre des Communications dans le gouvernement de Fumimaro Konoe jusqu'en janvier 1939 puis réoccupe le même poste d'août 1939 à janvier 1940 dans le gouvernement de Nobuyuki Abe. Dans le même gouvernement, il est nommé ministre des Chemins de fer tout en occupant le poste de ministre des Communications. Il est plus tard décoré de l'ordre du Soleil levant (1re classe).
Meneur de la faction pro-militaire au sein du Rikken Minseitō, Nagai fait partie de la ligue des membres de la diète menant la guerre sainte et est un partisan clé du plan de Konoe pour créer un état à parti unique avec l'association de soutien à l'autorité impériale. Pendant la Seconde Guerre mondiale, il est nommé chef du bureau politique du conseil de développement de l'Asie orientale et est également le fondateur de la « Fondation d'érudition du grand Japon », l'ancêtre de l'actuelle organisation des services étudiants du Japon. 
Nagai meurt en 1944, juste après un bombardement sur Tokyo, duquel il se sentait en partie responsable.
Son fils aîné est Michio Nagai, ministre de l'Éducation dans le gouvernement de Takeo Miki.